# Frederic Bancroft
Frederic Bancroft (Galesburg, 30 ottobre 1860 – Washington, 22 febbraio 1945) è stato uno storico, scrittore e bibliotecario statunitense.

## Biografia
Bancroft nacque a Galesburg, nell'Illinois e si laureò presso l'Amherst College, cogliendo poi il PhD presso la Columbia University. Vi fu lettore per un anno e quindi divenne bibliotecario del Dipartimento di Stato dal 1888 al 1892.
Egli fu un membro attivo dell'American Historical Association e dal 1913 al 1915 fu il capo ufficioso di un gruppo che spingeva per una riforma delle procedure elettive, assicurando tale riforma nell'assemblea del 1915, sebbene mancasse l'obiettivo di far cadere ciò che egli vedeva come un'oligarchia dominata da J. Franklin Jameson.
Bancroft fu l'autore di due libri molto ben accolti sul Sud degli Stati Uniti: Slave-Trading in the Old South, e A Sketch of the Negro in Politics, Especially in South Carolina and Mississippi.
Egli scrisse anche la biografia di William H. Seward.
Grazie al suo lascito, nel 1948 fu istituito, in memoria sua e del fratello avvocato Edgar Addison Bancroft, presso la Columbia University, il premio Bancroft, che è considerato uno dei premi accademici più ambiti nel campo della Storia.